# Tchalguia
Cet article possède un paronyme, voir Tchalga.
La tchalguia ou čalgija (macédonien чалгија), parfois orthographiée à tort chalgia ou calgia, désigne un petit ensemble de musiciens professionnels dans les Balkans et en Turquie spécialisé dans la musique populaire.
Il accompagne mariage, circoncision, et autres cérémonies familiales au moyen du duo zurna-davul à l'origine, augmenté ou remplacé aujourd'hui par le saz, le violon, la clarinette, le qanûn et la derbouka. Quand plusieurs tchalguias se réunissent on parle alors de kat.
Ne pas confondre avec la musique bulgare moderne dite tchalga (Чалга).